# رفعت عطفة
رفعت عطفة (ولد في مدينة مصياف عام 1947 - توفي 23 يناير 2023) مترجم وكاتب سوري، ترجم الكثير من المؤلفات عن اللغة الإسبانية. ومن أبرز ترجماته ترجمة أعمال إيزابيل الليندي.

## التعليم
- درس الابتدائية والإعدادية والثانوية في مصياف حتى عام 1967.
- حصل على منحة لدراسة الدبلوم في الأدب الإسباني منذ عام 1968 وحتى 1974 حيث حصل على الماجستير.
- درس الدكتوراه في جامعة كومبلوتنِس عامي 1982 و1983[3]

## العمل
- يعد رفعت عطفة من المثقفين الذين قاموا بدور الدينامو الثقافي، إذ عمل في ترجمة كتب القصة القصيرة والرواية والشعر، إضافة إلى إدارة المركز الثقافي في مدينة مصياف السورية والمركز الثقافي السوري في إسبانيا.
- شغل منصب مدير المركز الثقافي العربي في مصياف منذ عام 1978 وحتى عام 2004، تم إيفاده بعد ذلك إلى إسبانيا لتأسيس المركز الثقافي السوري هناك.[4]

## جوائز وتكريم
حاز ميدالية المخرجين المسرحيين في إسبانيا دورة 2007، ودرع المستعربين الإسبان وأصدقاء المركز الثقافي العربي السوري في مدريد 2008.

## أعماله

### مؤلفات
صدر له في القصة القصيرة مجموعة الرجل الذي لم يمت.
وفي الرواية صدر له رواية قربان، وله في الشعر ديوانان إغفاءات على حلم متكرر وقصائد الحب والأمل.

### ترجمات
ترجم الكثير عن اللغة الإسبانية ففي ترجماته نقرأ أسماء هامة مثل بابلو نيرودا، أغون وولف، غارثيا ماركيز، أنطونيو غالا، إيزابيل الليندي، رامون دل بالييه، لوركا، رينيه ماركس، مانويل روخاس سيبّولبيدا، ماريو بارغاس ليوسا وآخرين.عمله الأهم في الترجمة هو ترجمة دون كيخوت عمل ثربانتس الخالد.
| الكتاب                                  | المؤلف                | تاريخ |
| --------------------------------------- | --------------------- | ----- |
| ابن لص                                  | مانويل روخاس سبولبيدا | 1983  |
| الخطة اللانهائية                        | إيزابيل الليندي       | 1992  |
| ابنة الحظ                               | إيزابيل الليندي       | 1998  |
| الوله التركي                            | أنطونيو غالا          | 1998  |
| المخطوط القرمزي                         | أنطونيو غالا          | 1998  |
| قصة النورس والقط الذي علمه الطيران      | لويس سيبولفيدا        | 1999  |
| رأس داماسثنو مونتيرو الضائع             | أنطونيو تابوكي        | 1999  |
| الجهل                                   | ميلان كونديرا         | 2000  |
| عائلة باسكوال دوارت                     | كاميلو خوسيه ثيل      | 2000  |
| أفروديت: حكايات ووصفات وأفروديتيات أخرى | إيزابيل الليندي       | 2000  |
| نعيشها لنرويها                          | غابرييل غارسيا ماكيز  | 2002  |
| صورة عتيقة                              | إيزابيل الليندي       | 2002  |
| مدينة البهائم                           | إيزابيل الليندي       | 2002  |
| وطن                                     | فرناندو أرامبورو      | 2002  |
| مملكة التنين الذهبي                     | إيزابيل الليندي       | 2003  |
| غابة الأقزام                            | إيزابيل الليندي       | 2004  |
| دون كيخوت                               | ميغيل د ثربانتس       | 2004  |
| ذكرى عاهراتي الحزينات                   | غابرييل غارسيا ماكيز  | 2004  |
| 2666                                    | روبرتو بولانيو        | 2004  |
| بلدي المخترع                            | إيزابيل الليندي       | 2004  |
| زورو: وتبدأ الأسطورة                    | إيزابيل الليندي       | 2005  |
| عبر أوروبا                              | رافايل أرغولّول        | 2006  |
| الجزيرة تحت البحر                       | إيزابيل الليندي       | 2009  |
| غرناطة بني نصر                          | أنطونيو غالا          | 2009  |
| جنون أو قداسة                           | خوسه اتشغاراي         | 2011  |
| نوى (لونتانانثا)                        | دافيد توسكانا         | 2011  |
| لعبة نازع الأحشاء                       | إيزابيل الليندي       | 2013  |
| حمر ما وراء البحر                       | جوردي سولر            | 2014  |
| البيت الأخضر                            | ماريو بارغاس يوسا     | 2015  |
| سجل الخديعة                             | خورخه فولبي           | 2016  |
| الخليج الابيض                           | مارتين كوهان          | 2016  |
| رجال التحري المتوحشون                   | روبرتو بولانيو        | 2016  |
| حلبة الجليد                             | روبرتو بولانيو        | 2017  |
| بطل النساء                              | أدولفو بيوي كاسارس    | 2018  |
| ليل تشيلي                               | روبرتو بولانيو        | 2019  |
| البحث عن إستلا                          | اوليبيرو كولو         | 2019  |
| مرلين والعائلة                          | البارو كونكيرو        | 2020  |
| الرايش الثالث                           | روبرتو بولانيو        | 2021  |
| شكل الخرائب                             | خوان غابرييل باسكث    | 2022  |